# マルティン・ヴァルイェント
マルティン・ヴァルイェント（Martin Valjent, 1995年12月11日 - ）は、スロバキア・トレンチーン県ドゥブニカ・ナド・ヴァフォーム出身のプロサッカー選手。ポジションはDF。セグンダ・ディビシオン・RCDマジョルカ所属。

## 来歴
2012年に国内リーグのMKドゥブニカでプロデビュー。2013年夏にセリエBのテルナーナ・カルチョに移籍し、主力選手として活躍。2017年夏にACキエーヴォ・ヴェローナに移籍が決まるも、2017-18シーズンはテルナーナにローン移籍の形で残留。
2018年8月23日、RCDマジョルカへのローン移籍が決定。2018-19シーズンは33試合に出場。チームはセグンダ・ディビシオンで5位に入り、昇格プレーオフに進出。決勝戦でデポルティーボ・ラ・コルーニャを破り、2012-13シーズン以来のラ・リーガ復帰に貢献。2019年6月27日にマジョルカへの完全移籍が発表された。

## 代表経歴
2014年からユース世代のスロバキア代表に招集され、2017年にはポーランドで開催されたUEFA U-21欧州選手権2017に、U-21代表として出場。2018年6月5日のモロッコ戦で、フル代表デビューした。